# Tulipa aleppensis
Tulipa aleppensis là một loài thực vật có hoa trong họ Liliaceae. Loài này được Boiss. ex Regel miêu tả khoa học đầu tiên năm 1873.